# Marina Romea
Marina Romea település Olaszországban, Emilia-Romagna régióban, Ravenna megyében. 

## Népesség
A település lakossága az elmúlt években az alábbi módon változott: